# 前113年
| 千纪： | 前1千纪 |
| 世纪： | 前3世纪 \| 前2世纪 \| 前1世纪                                                                                         |
| 年代： | 前140年代 \| 前130年代 \| 前120年代 \| 前110年代 \| 前100年代 \| 前90年代 \| 前80年代                                 |
| 年份： | 前118年 \| 前117年 \| 前116年 \| 前115年 \| 前114年 \| 前113年 \| 前112年 \| 前111年 \| 前110年 \| 前109年 \| 前108年 |
| 纪年： | 西汉元鼎四年 |

## 大事记
- 中國
  - 西漢漢武帝派安国少季出使南越国。
  - 漢武帝將鑄幣權從各郡國收歸中央政府，使中央政府對五銖進行統一鑄造和發行。
- 歐洲
  - 一部分的日耳曼民族進入羅馬帝國控制的阿爾卑斯山南麓地區，並與羅馬軍團發生衝突。

## 出生
- 鉤弋夫人趙氏，西漢漢武帝婕妤，漢昭帝生母。

## 逝世
- 刘胜，西汉中山靖王。